# Юнацька збірна Швейцарії з футболу (U-15)
Збірна Швейцарії з футболу до 15 років сформована Швейцарською футбольною асоціацією та представляє Швейцарію як національна команда у віковій групі до 15 років. Право грати мають гравці, які ще не досягли 15-річного віку і мають швейцарське громадянство; при цьому в разі запрошення на турніри від цього правила можуть бути зроблені винятки.
Збірна Швейцарії до 15 років є наймолодшою віковою групою. Оскільки в цій віковій категорії не проводяться офіційні турніри з боку УЄФА чи ФІФА основна увага приділяється пошуку молодих талантів.